# サンバーナーディーノ (カリフォルニア州)

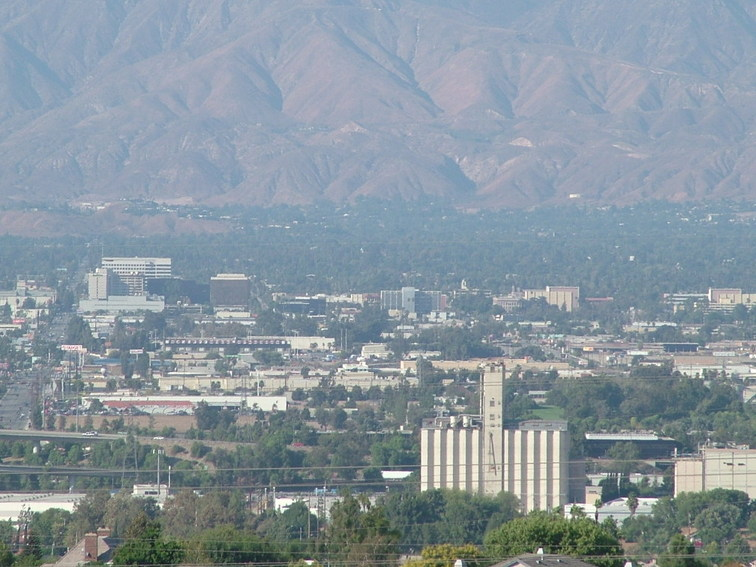
サンバーナーディーノのダウンタウン

サンバナディーノ（San Bernardino）は、アメリカ合衆国カリフォルニア州南部のサンバーナーディーノ郡の郡庁所在地。ロサンゼルス東方の砂漠地帯に位置する。人口は22万2101人（2020年）。古くはインランド・エンパイアと呼ばれる周辺一帯の中心となる工業都市として発展してきたが、近年ではロサンゼルス大都市圏の拡大に伴い、同じ地域のリバーサイドなどと同様に郊外の住宅都市として人口が急増している。

## 歴史
「サンバーナーディーノ」という名は1810年5月20日、スペイン出身でフランシスコ会の宣教師であったフランシスコ・デュメッツ神父により、ローマ・カトリック教会の聖人であるシエナの聖ベルナルディヌス（Bernardino of Siena）にちなんで名付けられた。ロサンゼルス（Los Angeles）、サンノゼ（San Jose）などの他のカリフォルニアの都市と同様、「サンバーナーディーノ」もスペイン語の"San Bernardino（サン・ベルナルディノ）"が英語風に転訛した呼称であり、カリフォルニア・ミッションの流れの中で生まれた町の歴史を物語っている。19世紀中盤にはモルモン教徒の活動の拠点がここに置かれた。1854年には一時的に正式な市となったが、わずか3年で最初の市制は終わった。再び正式な市となったのは1886年のことである。
1880年代にアッチソン・トピカ・アンド・サンタフェ鉄道が、1926年に国道66号線が開通すると、サンバーナーディーノは交通の要衝となった。特に国道66号線はこの街に大きな影響を及ぼした。1940年には全米最初のマクドナルドが、サンバーナーディーノの国道66号線沿いに開店した。ジャズ・スタンダードの「ルート66」の歌詞中にはサンバーナーディーノの名が登場する。また、同国道の名を取ったマイナーリーグの野球チーム、インランド・エンパイア・シックスティシクサーズ（Inland Empire 66ers）はサンバーナーディーノを本拠地としている。
州間高速道路が開通してからは、ロサンゼルス近郊の住宅都市として発展を続けた。1991年には通勤鉄道のメトロリンクが開通した。

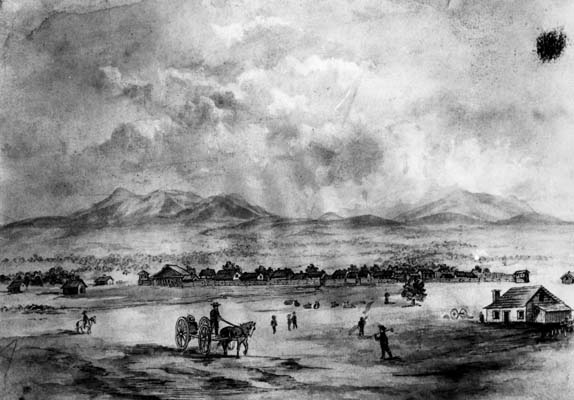
サンバーナーディーノを描いたスケッチ。1852年。
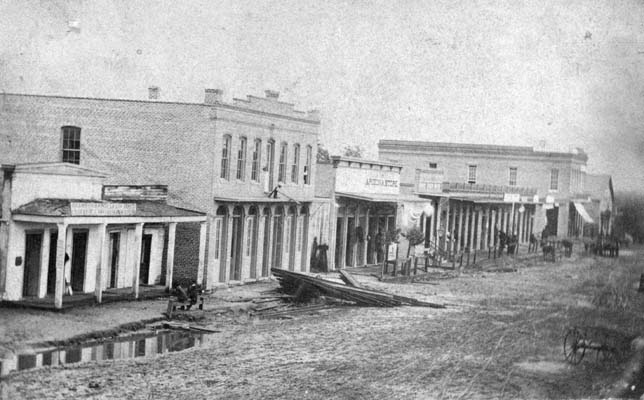
ダウンタウン。1865年。
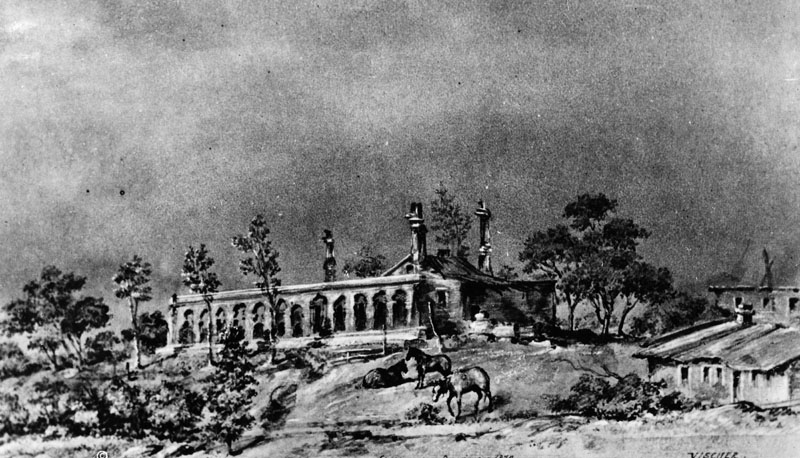
モルモン教の寺院。1865年。
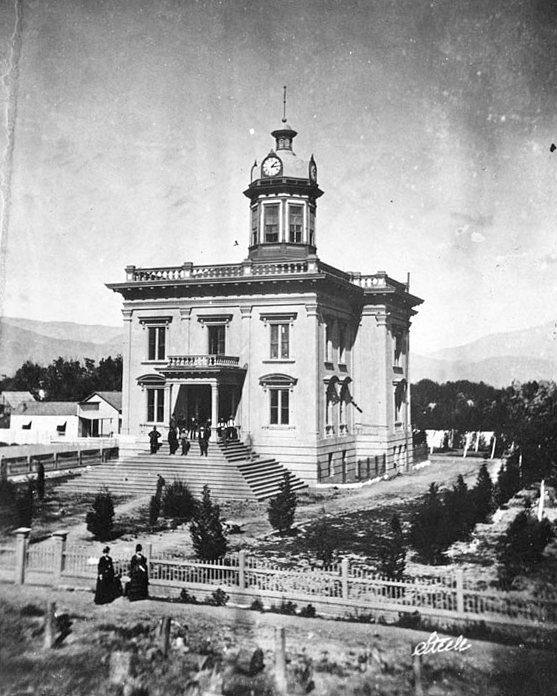
地方裁判所の最初の庁舎。1872年。
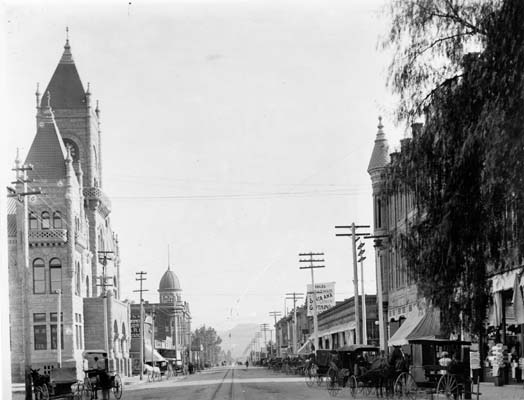
ダウンタウン。1895年。
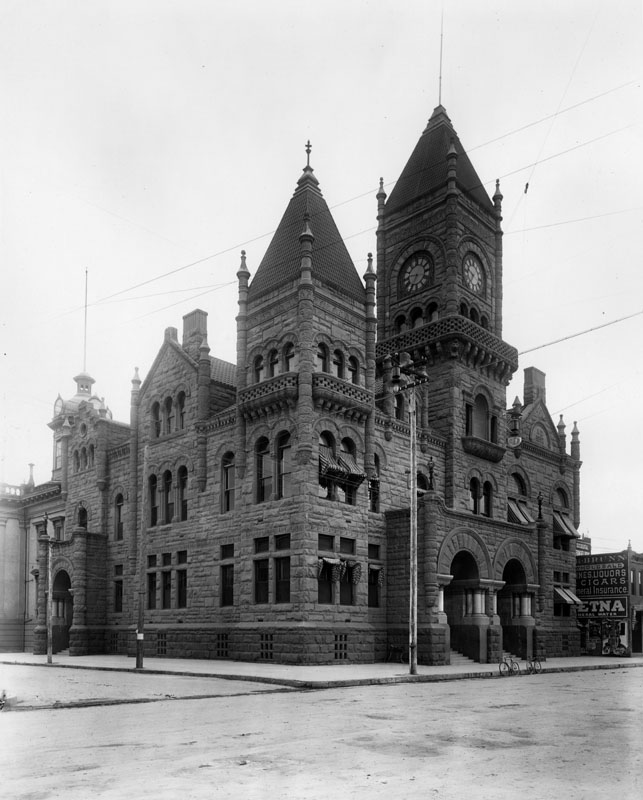
地方裁判所の2番目の庁舎。1910年。

### 主な事件・事故
- 1989年5月12日、市内を通るサザン・パシフィック鉄道で貨物列車が脱線転覆し住宅地に突っ込み、列車乗務員2人と沿線住民2人が死亡。さらに同5月26日、事故復旧作業中に沿線の石油パイプラインが爆発、2人が死亡。
- 2015年12月2日、市内の障害者福祉施設で男女2人が銃乱射。14人死亡。

### 市の別名
サンバーナーディーノは比較的新しい都市であるが、多くの別名を持っている。そのうちよく知られているものには以下のようなものがある。
- San BerdooまたはBerdoo - 最もよく知られているが、侮蔑的な意味合いがある。
- Gate City - 東部から陸路でロサンゼルスに向かう場合、サンバーナディーノ山脈を越えてロサンゼルスへの入口にあたるところにあるため。
- City on the Move - 1970年代に用いられた。
- The Heartbeat of Route 66

## 地理

サンバーナーディーノ郡内の位置

サンバーナーディーノは北緯34度7分46秒 西経117度17分35秒 / 北緯34.12944度 西経117.29306度（34.129510, -117.293150）に位置している。ロサンゼルス大都市圏内、東郊約100キロメートルの砂漠地帯に位置している。標高は約360メートルである。
アメリカ合衆国統計局によると、サンバーナーディーノ市は総面積153.5km2（59.2mi2）である。そのうち152.3km2（58.8mi2）が陸地で1.1km2（0.4mi2）が水域である。総面積の0.74%が水域となっている。
サンバーナーディーノはロサンゼルスのダウンタウンに比べて乾燥しており、特に4月から9月まではほとんど雨の降らない日が続く。また夏の日中は暑く、摂氏35度（華氏95度）に達する。ただし乾燥しているため、夜になると摂氏17度（華氏62度）ほどまで下がって涼しくなる。ケッペンの気候区分ではBW（砂漠気候）に属する。

## 治安
サンバーナーディーノの治安はあまり良いとはいえない。特に殺人の発生率が高い。連邦捜査局のデータによると、サンバーナーディーノにおける2005年の殺人発生件数は58件、人口10万人あたり31.3件であった。これは同年のロサンゼルス市の殺人発生率（人口10万人あたり13.2件）と比較して2.5倍に近い、高い数値であると言える。また、モーガン・クイットノー社の「全米の危険な都市」ランキングでは2004年版で16位、2005年版で18位、2006年版で24位と、ワースト25位以内にたびたび登場する。

## 交通

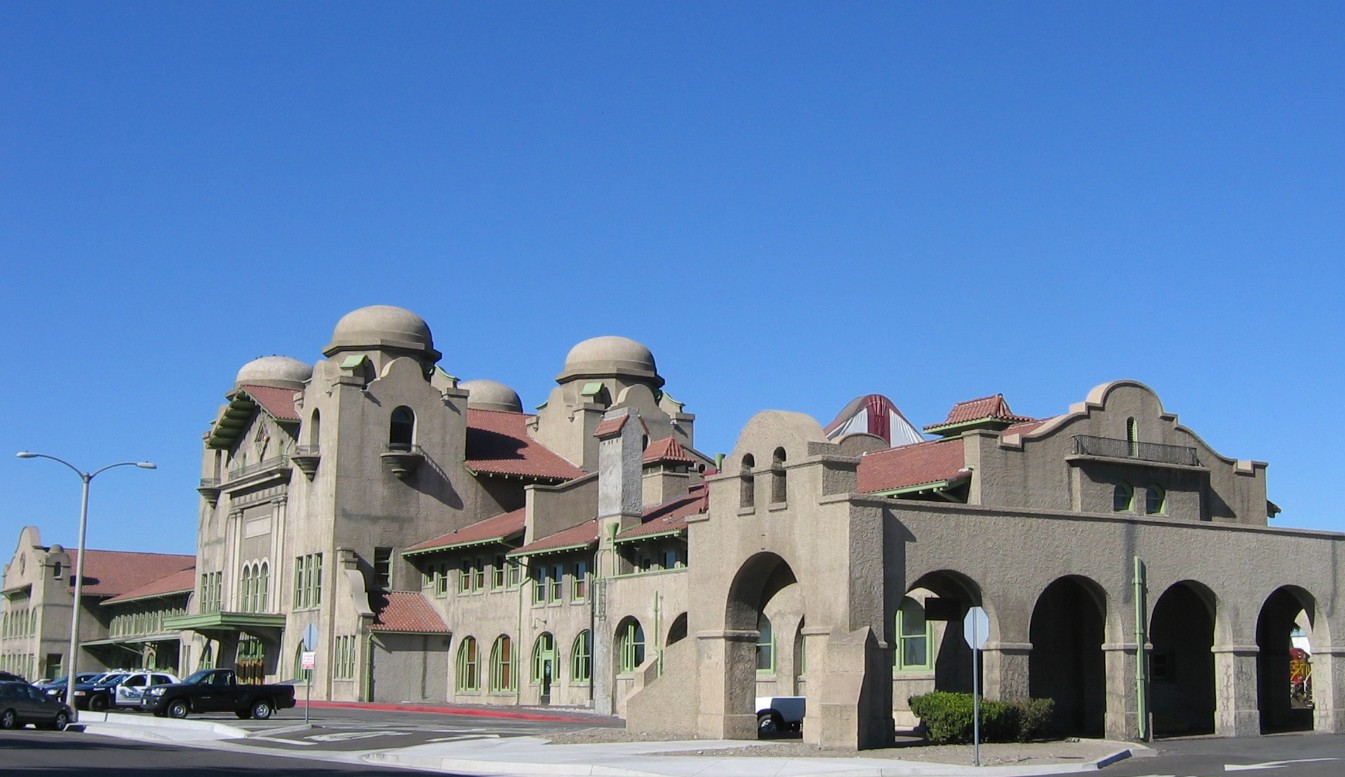
サンバーナーディーノ駅とハーヴィ・ハウス

サンバーナーディーノにはI-10やI-15をはじめ、何本かの州間高速道路が通っている。これらの多くはロサンゼルス都市圏内のフリーウェイとなっている。また、かつて同市を通っていた旧国道66号線は、現在ではカリフォルニア州道66号線となっている。
サンバーナーディーノは、ロサンゼルスの通勤鉄道であるメトロリンクの終点である。ロサンゼルスのダウンタウンにあるユニオン駅とサンバーナーディーノを結ぶサンバーナーディーノ線（San Bernardino Line）は、メトロリンクの路線の中で最も運行本数の多い路線である。このほか、ダウンタウンを経由せずにオレンジ郡に通ずるインランド・エンパイア-オレンジ・カウンティ線（Inland Empire-Orange County Line）もサンバーナーディーノを起点・終点としている。またサンバーナーディーノには、アムトラックの長距離列車であるサウスウェスト・チーフ号も停車する。サンバーナディーノ駅には、かつてサンタフェ鉄道が運営したレストラン「ハーヴィ・ハウス」の建物も一緒に残っている。
- 2008年9月12日午後4時半頃、メトロリンクの通勤列車と貨物列車が衝突、一部の車両が脱線横転し炎上した。メトロリンクの乗客222人の内25人が死亡、130人以上がけがをした。それ以前にも死者を出すメトロリンク通勤列車同士の正面衝突事故を起こしている。

過去にはパシフィック電鉄がロサンゼルスから運行されていた。サンバーナディーノの南方約35kmの位置には、パシフィック電鉄の車輌が多数動態保存されているオレンジエンパイア鉄道博物館がある。

## 人口動勢
以下は2000年国勢調査における人口統計データである。
| 基礎データ - 人口: 185,401人 - 世帯数: 56,330世帯 - 家族数: 41,120家族 - 人口密度: 1,217.2人/km2（3,152.4人/mi2） - 住居数: 63,535軒 - 住居密度: 417.1軒/km2（1,080.3軒/mi2） 人種別人口構成 - 白人: 28.9% - アフリカン・アメリカン: 17.41% - ネイティブ・アメリカン: 1.40% - アジア人: 4.19% - 太平洋諸島系: 0.37% - その他の人種: 27.12% - 混血: 5.28% - ヒスパニック: 48.48% 年齢別人口構成 - 18歳未満: 35.2% - 18-24歳: 11.0% - 25-44歳: 29.6% - 45-64歳: 16.0% - 65歳以上: 8.2% - 年齢の中央値: 28歳 - 性比（女性100人あたり男性の人口） - 総人口: 96.7 - 18歳以上: 92.2 | 世帯と家族（対世帯数） - 18歳未満の子供がいる: 44.1% - 結婚・同居している夫婦: 44.9% - 未婚・離婚・死別女性が世帯主: 21.1% - 非家族世帯: 27.0% - 単身世帯: 21.1% - 65歳以上の老人1人暮らし: 7.5% - 平均構成人数 - 世帯: 3.19人 - 家族: 3.72人 収入と家計 - 収入の中央値 - 世帯: 31,140米ドル - 家族: 33,357米ドル - 性別 - 男性: 30,847米ドル - 女性: 25,782米ドル - 人口1人あたり収入: 12,925米ドル - 貧困線以下 - 対人口: 27.6% - 対家族数: 23.5% - 18歳未満: 36.2% - 65歳以上: 11.4% |

サンバーナーディーノの人口の約2割はアメリカ合衆国外の生まれである。その8割を中南米系が占めている。

## 姉妹都市
- 高陽市（大韓民国）
- ヘルツリーヤ（イスラエル）
- イフェ（ナイジェリア）
- キガリ（ルワンダ）
- メヒカリ（メキシコ）
- ロハス（フィリピン）
- 立川市（日本）
- タウランガ（ニュージーランド）
- ビヤエルモサ（メキシコ）
- 楡樹市（中国）
- ザヴォルジエ（英語版）（ロシア）

## 出身者
- アンナ・エスコビード・キャブラル - アメリカ合衆国財務官
- ケニー・クラーク - アメリカンフットボール選手
- ボブ・スポルディング - ザ・ベンチャーズのベーシスト
- ジーン・ハックマン - 俳優
- デレック・パーラ - スピードスケート選手
- イーディス・ヘッド - 映画衣裳デザイナー
- ジョン・ロウリネイティス - プロレスラー（WWE副社長）
- リッキー・ロメロ - プロレスラー